# アンティノオス
アンティノオス（古希: Ἀντίνοος、古代ギリシア語ラテン翻字: Antínoos）、あるいはアンティヌース（古希: Ἀντίνους、古代ギリシア語ラテン翻字: Antínous）は、ギリシア神話の人物で、ペーネロペーの求婚者の1人である。イタケーのエウペイテースの子で、求婚者たちのリーダー的な存在だが、怒りっぽく乱暴な男で、ペーネロペーもアンティノオスを恐れていた。
『オデュッセイア』によると、アンティノオスはテーレマコスがピュロスやスパルタに旅立ったことを知ると、帰国するテーレマコスを待ち伏せして暗殺しようとした。しかしアンティノオスはテーレマコスの船を発見できず、結局テーレマコスの帰国後にイタケーに戻ってきた。アンティノオスはなおもテーレマコスの暗殺を主張したがアムピノモスに反対された。乞食に変装したオデュッセウスがやって来たときには、オデュッセウスを連れて来た豚飼いのエウマイオスを非難し、他の求婚者たちがオデュッセウスに食べ物を恵んでいるのにアンティノオスだけが何も与えなかった。このためオデュッセウスがアンティノオスを非難するとアンティノオスは怒って足台を投げつけた。乞食のイーロスがオデュッセウスと口論したときには2人を格闘させ、イーロスがオデュッセウスの筋肉におびえると叱りつけた。弓競技では求婚者たちが誰も弓を引くことができなかったとき、翌日メランティオスに山羊を連れてこさせ、アポローンに犠牲を捧げて改めて挑戦しようと提案した。しかし競技に挑戦することになったオデュッセウスが自分に狙いをつけていることに気づかず、杯を口に運ぼうとしていたところを狙われ、喉を射抜かれて殺された。息子を討たれたエウペイテースはこれを恨みに思い、仇を討とうとしたがラーエルテースに討たれた。
一説にアンティノオスはペーネロペーを穢したので、オデュッセウスはペーネロペーをイーカリオスのもとに帰したという。